# 全日本ポーカー選手権
全日本ポーカー選手権（ALL JAPAN POKER CHAMPIONSHIP、AJPC）は、2007年から毎年開催されているポーカーのトーナメント。フジテレビジョン及び全日本ポーカー選手権実行委員会主催、セガサミーホールディングス特別協賛。

## 概要
AJPCは2007年に第一回大会が開催されて以降、毎年5月頃にメイントーナメント、レディーストーナメント及びシニアトーナメントの3種類のトーナメントが行われている。第九回大会では、上記トーナメントに加えジュニアトーナメントも行われた。メイントーナメントは、無料で開催される予選で入賞したプレイヤーと、日本ポーカー協会が推薦したプレイヤーが出場できる。
4種類のトーナメントはすべてテキサス・ホールデムで行われる。
メイントーナメント優勝者にはワールドシリーズオブポーカーのメインイベント出場権(US$10,000相当)、ホテル宿泊や交通費等の旅行券が賞品として送られる。

## 主催・協賛・協力

### 主催
- 全日本ポーカー選手権実行委員会
- 株式会社AJPC

### 特別協賛
- セガサミーホールディングス

### 協賛
- リゾート・ワールド・セントーサ
- リゾカジ.com

### 後援
- 大阪商業大学アミューズメント産業研究所
- 株式会社スポーツニッポン新聞社
- 株式会社東京スポーツ新聞社
- NPO法人日本ポーカー協会

## 各イベント優勝者
| 回 | 開催年 | メイン     | レディース | シニア   | ジュニア   | 出典              |
| -- | ------ | ---------- | ---------- | -------- | ---------- | ----------------- |
| 1  | 2007年 | 坂本邦彦   | 佐藤友香   | 石井明雄 | N/A        | [ 2 ]             |
| 2  | 2008年 | 中尾光弘   | 福永真理   | 伊藤房男 | N/A        | [ 3 ]             |
| 3  | 2009年 | 村中克哉   | 墨崎真紀   | 中尾光弘 | N/A        | [ 4 ]             |
| 4  | 2010年 | 太田慎一   | 渡部喜江   | 千葉斉胤 | N/A        | [ 5 ]             |
| 5  | 2011年 | 井上晋太郎 | 眞崎雪菜   | 余語令香 | N/A        | [ 6 ]             |
| 6  | 2012年 | 三宅信太郎 | 野里恵美   | 岩田直樹 | N/A        | [ 7 ]             |
| 7  | 2013年 | 佐々木貴紀 | 田川由紀   | 岩田直樹 | N/A        | [ 8 ]             |
| 8  | 2014年 | 田中裕也   | 村山侑子   | 野村幸宏 | N/A        | [ 9 ]             |
| 9  | 2015年 | 下垣隆之進 | 金羅映     | 那須雅彦 | 余慧舟     | [ 10 ]            |
| 10 | 2016年 | 川西史記   | 菊地芽衣子 | 今西幸雄 | 高清水智也 | [ 11 ]            |
| 11 | 2017年 | 中村惟之   | 冨澤麻梨香 | 今西幸雄 | 餅原亮     | [ 12 ]            |
| 12 | 2018年 | 鈴木雅之   | 小杉千里   | 橋本昌治 | 山内涼平   | [ 13 ]            |
| 13 | 2019年 | 未公表     | 未公表     | 未公表   | 未公表     | [ 14 ] [ 注釈 1 ] |
| 14 | 2020年 | 吉岡佑馬   | 戸本さつき | 斉藤良一 | 大森立浩   | [ 15 ]            |
| 15 | 2022年 | 三木俊祐   | 鈴木千陽   | 関野雅敏 | 馬場匠     | [ 16 ]            |

## メインイベントの優勝賞品
| 開催年   | 内容 |
| -------- | --- |
| 毎年共通 | - トロフィー - ブレスレット - 次年度AJPCメイントーナメント参加権                                                                 |
| 2014年   | - WSOPメイントーナメント ～ フルパッケージ （出場権・ラスベガス7泊・旅行券50万円分）                                             |
| 2015年   | - WSOPメイントーナメント ～ フルパッケージ （出場権・ラスベガス7泊・旅行券50万円分）                                             |
| 2016年   | - 賞金 1,000,000円 - 2017 GW APT フィリピンメインイベント $1,100相当シート                                                       |
| 2017年   | - 賞金1,000,000円 - Suncity Cup High Roller Tournament Seat（45,000香港ドル） - マカオホテル3泊                                  |
| 2018年   | - 賞金1,000,000円 - Suncity Cup High Roller Tournament Seat（45,000香港ドル） - マカオホテル3泊                                  |
| 2019年   | - WSOP2020メインシート - 旅行券40万円分 - ラスベガスホテル宿泊7泊 - ブレスレット - トロフィー - AJPC2020メイントーナメント出場権 |